# Іванське
Іванське (рос. Иванское) — селище в Вельському районі Архангельської області Російської Федерації.
Населення становить 128 осіб. Входить до складу муніципального утворення Судромське муніципальне утворення.

## Історія
Від 1937 року належить до Архангельської області.
Від 2004 року належить до муніципального утворення Судромське муніципальне утворення.

## Населення
| 2002 | 2010 | 2012 | 2014 |
| ---- | ---- | ---- | ---- |
| 129  | ↘105 | ↗128 | →128 |